# مطار سنام
شقة سنام أو مطار سنام أو مطار سفوان هو قاعدة جوية عراقية، سابقة في مقاطعة سنام، في قضاء سفوان في محافظة البصرة جنوب العراق قريبة من الحدود العراقية الكويتية.

## ملخص
كان للقوة الجوية العراقية صنوفٌ متفاوتة للمطارات العسكرية، منها 17 مطاراً من صنف يُسمى (شقة) للنزول الأرضي، قال علوان العبوسي في كتابه (القدرات والأدوار الاستراتيجية) إن الشقة هي "ممر للإقلاع والهبوط فقط تُعتبر مكملة للقواعد الجوية وبديلاً لها في الحالات الاضطرارية"، ومنها (شقة سنام).
كانت قاعدة ثانوية لوقوف الطائرات، ذات مدرج منحدر صغير طوله 10000. وفي آذار سنة 1991، حدثت مواجهة عسكرية في مطار صفوان ثم تلاها اجتماع في مطار سنام (سفوان) لإنهاء عملية عاصفة الصحراء .

## إيقاف إطلاق النار
بعد أن وضعت الحرب أوزارها، توسّطت حكومةُ روسيا أن يكون مطار الجليبة مكاناً للاجتماع المتعلق بإيقاف إطلاق النار بين الجيش العراقي وقوات التحالف الدولية، وذُكرت الجليبة وشقة سنام في الحوار بين الفريق سلطان هاشم ممثل الجيش العراقي، ونورمان شوارتسكوف ممثل قوات التحالف:
- الفريق سلطان أننا وافقنا على تغيير مكان الاجتماع من مطار الجليبة إلى هنا وكان سبب التأخير الوحيد هو أن الاتفاق الذي أبلغنا به الجانب السوفييتي بأن مكان الاجتماع في مطار الجليبة وبعدها تغير المكان إلى شقة سنام.
- شوارتسكوف: أقول لك بمنتهى الصراحة أن السبب الذي جعلنا تغير المكان هو أن منطقة الجلبية كانت تتعرض للكثير من القصف بالقنابل العنقودية وبالمدفعية وهي منطقة خطرة .
- الفريق سلطان: إن تغيير المكان ليس مشكلة، فالمسألة أن هذا المكان كان خاليا من قطعاتكم، ونحن وافقنا على الجلوس والتفاوض هنا، والآن قمتم باحتلاله وهو لم يكن محتلا في ذلك الوقت، وهناك نقاط أخرى على الخارطة لنا فيها جنود وبعض المنشآت مثل ميناء أم قصر.[5]